# Lake Sarasota
Lake Sarasota és una concentració de població designada pel cens dels Estats Units a l'estat de Florida. Segons el cens del 2000 tenia 4.458 habitants.

## Demografia
Segons el cens del 2000, Lake Sarasota tenia 4.458 habitants, 1.530 habitatges, i 1.222 famílies. La densitat de població era de 1.256,4 habitants/km².
Dels 1.530 habitatges en un 45,6% hi vivien nens de menys de 18 anys, en un 62,9% hi vivien parelles casades, en un 12,3% dones solteres, i en un 20,1% no eren unitats familiars. En el 13,7% dels habitatges hi vivien persones soles el 2,9% de les quals corresponia a persones de 65 anys o més que vivien soles. El nombre mitjà de persones vivint en cada habitatge era de 2,91 i el nombre mitjà de persones que vivien en cada família era de 3,21.
Per edats la població es repartia de la següent manera: un 30,4% tenia menys de 18 anys, un 7,1% entre 18 i 24, un 31,9% entre 25 i 44, un 23,7% de 45 a 60 i un 6,9% 65 anys o més.
L'edat mediana era de 36 anys. Per cada 100 dones de 18 o més anys hi havia 97,6 homes.
La renda mediana per habitatge era de 50.375 $ i la renda mediana per família de 51.600 $. Els homes tenien una renda mediana de 38.033 $ mentre que les dones 30.190 $. La renda per capita de la població era de 21.199 $. Entorn del 2,2% de les famílies i el 3% de la població estaven per davall del llindar de pobresa.

## Poblacions més properes
El següent diagrama mostra les poblacions més properes.